# Geoffrey Harris
Geoffrey Harris, född 30 januari 1987, är en friidrottare från Kanada. Han deltog vid olympiska sommarspelen 2012.